# L.A. te Winkel
Lamert Allard te Winkel (Arnhem, 13 september 1809 – Leiden, 24 april 1868), vaak ook  als Lammert of Lambert aangeduid, maar meestal vermeld als L.A. te Winkel, was een Nederlands taalkundige en lexicograaf. Samen met M. de Vries zette hij het Woordenboek der Nederlandsche Taal op, waarbij zij de schrijfwijze volgden van de later naar hen beiden genoemde spelling-De Vries en Te Winkel.

## Leven
Te Winkel werd op de kostschool van C.J. de Jong opgeleid voor het onderwijs. Tot zijn plaatsing aan het instituut van J. Lagerwey te Geertruidenberg op 18-jarige leeftijd, werkte hij ook onder De Jong. In Geertruidenberg bleef de herinnering aan Te Winkel lang bewaard, vooral zijn in afzondering doorgebrachte vrije uren en zijn ervarenheid in de wiskunde, in het bijzonder in haar toepassing op de zeevaartkunde. Na deze periode werd Te Winkel gouverneur bij de baron en grietman van Heemstra op Veenklooster bij Kollum, wiens vijf zonen hij onderwees. Daar had hij veel gelegenheid tot zelfoefening, met name in de oude talen (Latijn, Grieks, Germaanse talen en Sanskriet) en ontving hij onderricht van rector Junius te Franeker. Met de aldus vermeerderde kennis toegerust, verliet hij die hem evenzeer als zijn leerlingen vormende kring en werd hij op 26 juni 1851 benoemd tot leraar aan het gymnasium te Leiden. Hij gaf daar ook bijzonder onderricht in de Nederlandse geschiedenis aan Willem, Prins van Oranje.
Hij nam zijn ontslag in 1863 om mederedacteur te zijn van Matthias de Vries aan het Woordenboek der Nederlandsche Taal. Zijn aandeel heeft hij kunnen leveren tot het voor hem betekenisvolle woord "afspinnen"; toen overleed hij plotseling, te Leiden, op 24 april 1868.

## Werk

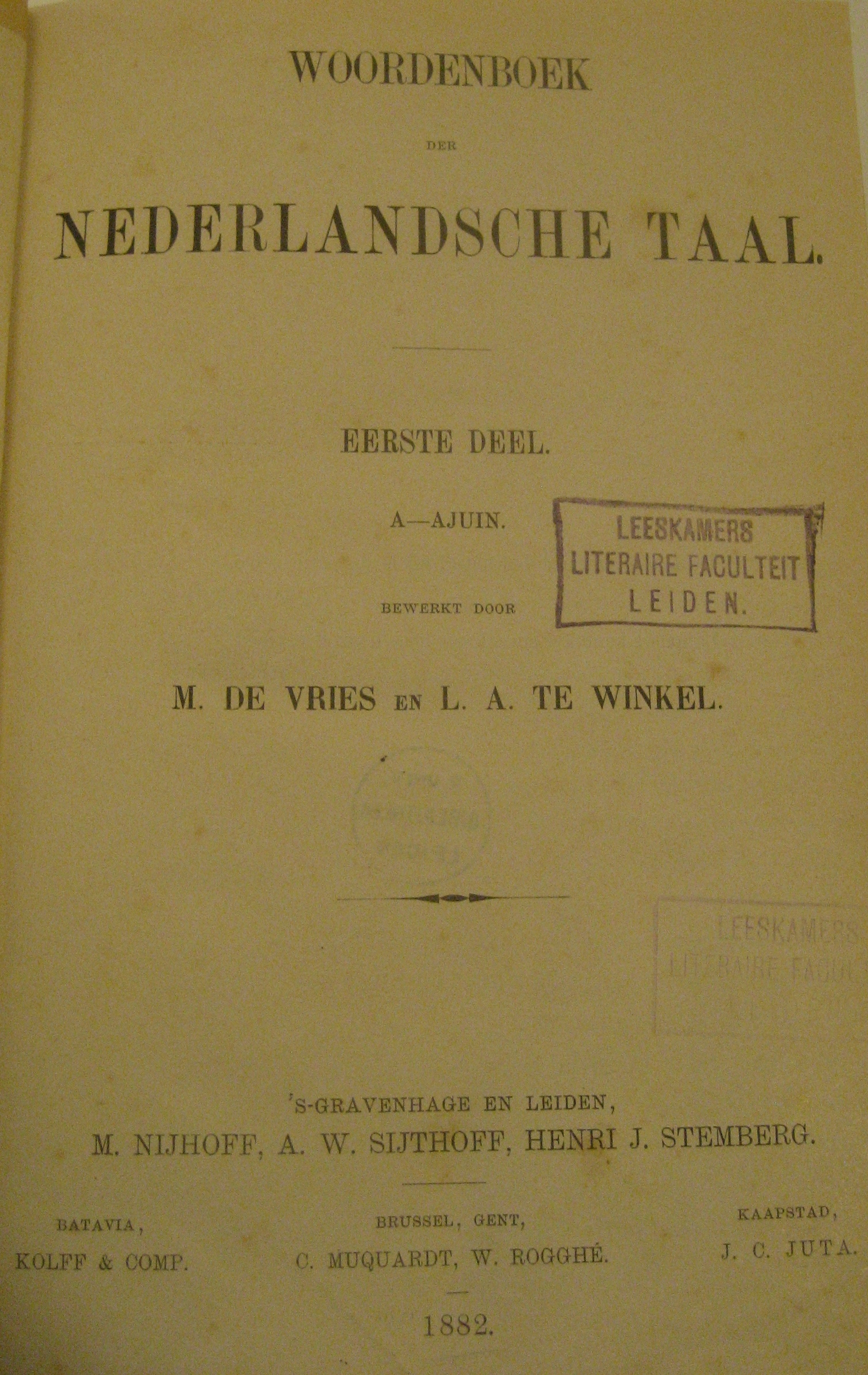
Het Woordenboek der Nederlandsche Taal, 1e deel 1882, door De Vries en Te Winkel

Te Winkel begon in het Taalkundig Magazijn van De Jager (1837) aan een lange reeks bijdragen, die men achtereenvolgens aantreft in tijdschriften waarvan hij redacteur of medewerker was, als: Archief voor Nederlandsche Taalkunde, Magazijn van Nederlandsche Taalkunde, De Taalgids en Verslagen en Mededelingen van de Koninklijke Nederlandse Akademie van Wetenschappen. De KNAW kende hem op 7 mei 1861 het lidmaatschap toe, nadat de Leidse Senaat hem in 1855 al met het doctoraat in de Letteren vereerd had.
Afzonderlijke uitgaven: behalve een bewerking van Wilhelm Möllers Liefde en waarheid, de beide leidstarren der opvoeding (Dordrecht 1838) zijn volgende taalkundige werken, die meest alle ook bij zijn leven herdrukt werden: Beschouwingen naar aanleiding van Prof. T. Roorda's rede-ontleding of logische analyse der taal (Zutphen 1858); De Nederlandsche spelling onder beknopte regels gebracht) Leiden 1859); Oefeningen in de kennis en toepassing der spelregels (ald. 1861); De grondbeginselen der Nederlandsche spelling. Ontwerp der spelling voor het Nederlandsch Woordenboek (ald. 1863); Regeling der Spelling voor het Nederlandsch Woordenboek beide vanwege de Redactie (aldaar 1865); Woordenlijst voor de spelling der Nederlandsche Taal door Dr. M. de Vries en Dr. L.A. te Winkel ('s-Grav. 1866); Leerboek der Nederlandsche spelling (Omwerking van De Nederlandsche spelling, onder beknopte regels gebracht).

## Trivia
In de Winkler Prins Encyclopedie staat zijn naam vanaf de eerste editie vermeld. Vanaf de 6e editie werd zijn geboortejaar echter foutief gegeven als 1806, wat tot de laatste (9e druk) zo is gebleven. Ook wordt vanaf de 7e editie (1976) de Amsterdamse literatuurhistoricus en taalgeleerde Jan te Winkel (1847-1927) ten onrechte opgevoerd als zijn zoon (in werkelijkheid was deze een zoon van Pierre Guillaume te Winkel).

## Publicaties (selectie)
- M. de Vries en L.A. te Winkel: Woordenlijst voor de spelling der Nederlandsche taal. 's-Gravenhage, Nijhoff, 1866 (7e druk: 1914)
- M. de Vries en L.A. te Winkel: Woordenboek der Nederlandsche taal. 29 delen in 43 banden. -s-Gravenhage, Nijhoff, 1882-1998